# John Nunn
John Denis Martin Nunn (London, 25. travnja 1955.), engleski šahovski velemajstor. Trostruki je svjetski prvak u rješavanju šahovskih problema, šahovski pisac i nakladnik i matematičar. Jedan od najvećih engleskih šahista i bivši pripadnik skupine najboljih deset šahista.
Već kao junior pokazao je talent čuda od djeteta za šah. S 12 godina je 1967. godine osvojio britansko prvenstvo za igrače do 14 godna. S 14 godina bio je londonski prvak za šahiste mlađe od 18 godina sezone 199./70. Manje od godinu poslije, sa 16 godina, upisao je studij matematike na koledžu Oriel na Oxfordu. Tada je Nunn bio najmlađi oxfordski dodiplomac od 1520. godine. Diplomirao je 1973. te je spremao doktorat. Doktorirao je 1978. tezom o konačnim H-prostorima pod mentorstvom Johna Hubbucka. 1978. godine stekao je naslov velemajstora. Na Oxfordu je ostao kao predavač matematike do 1981., kad je postao profesionalni šahist. 2004. godine stekao je naslov međunarodnog velemajstora rješavanja šahovskih problema.
Kolovoza 2020. rejting po FIDE mu je 2568.